# Metylotransferaza

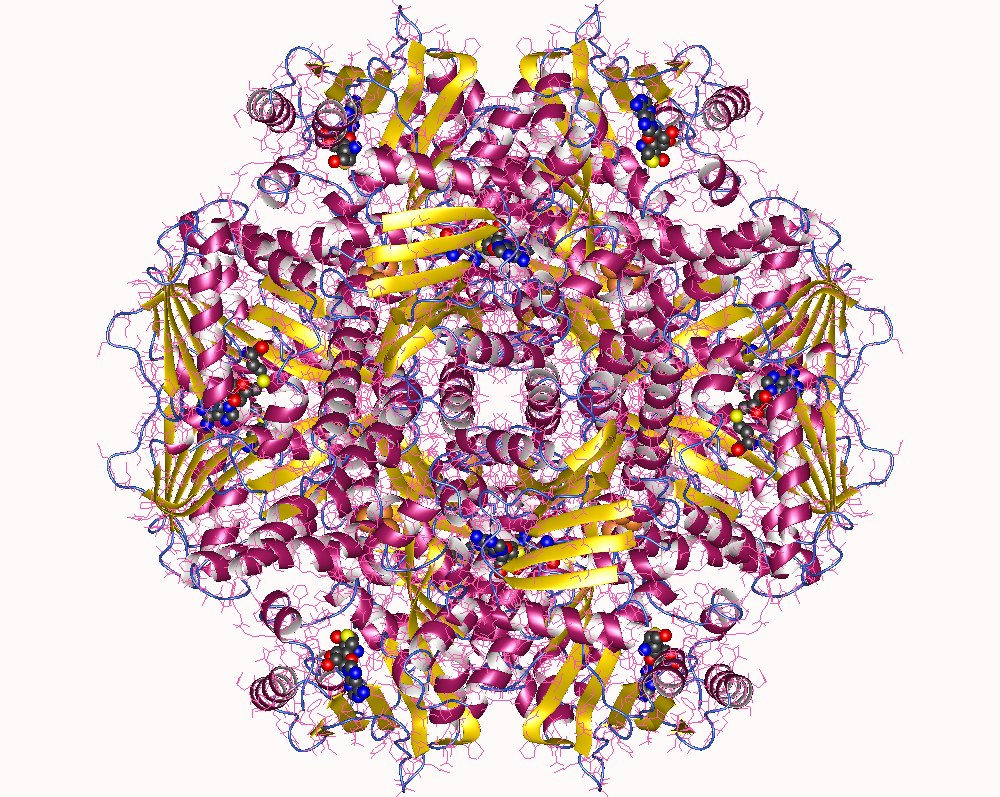
Dodekameryczna budowa metylotransferazy zależnej od SAM

Metylotransferaza – enzym przenoszący resztę metylową CH
3 pomiędzy związkami chemicznymi, zmieniając w ten sposób ich funkcje.
Donorem grupy metylowej wykorzystywanym przez metylotransferazy może być S-adenozylometionina (SAM). 

## Przykłady specyficznych metylotransferaz
- COMT – O-metylotransferaza katecholowa
- PNMT – N-metylotransferaza fenyloetanoloaminowa
- GNMT – N-metylotransferaza glicynowa